# توماس ویکتور اندرسون
توماس ویکتور اندرسون (انگلیسی: Thomas Victor Anderson; ۴ ژوئیهٔ ۱۸۸۱ – ۸ نوامبر ۱۹۷۲) فرد نظامی اهل کانادا بود.